# 尖美大飯店
22°38′44″N 120°19′57″E / 22.64556°N 120.33250°E
尖美大飯店，高雄市旅館，位於高雄市三民區大昌二路252號。原屬於尖美建設集團所有，創辦人為張國福，建物於1992年落成，與尖美百貨在同棟大樓。1993年開幕。於2000年時，因尖美建設集團資金問題而倒閉，停止營業。2008年改名為大都會酒店。

## 歷史
尖美大飯店於1992年落成開幕，其樓下為尖美百貨，建物由張文明建築師設計。臨近大昌夜市，形成尖美商圈，是當時高雄市極有名的旅館。
1996年11月30日晚上，彭婉如至高雄市參與民進黨全國黨代表大會，搭計程車離開尖美大飯店，之後失蹤。三天後發現遭謀殺，案件至今未破。
2000年，尖美集團發生財務危機而倒閉。尖美大飯店被出售給前高雄縣議長黃璽文，改名為圓頂大飯店。因經營不善，於2006年再度歇業。2007年出售給前民進黨立委曹來旺的員邦集團，改名為大都會酒店，於2008年3月重新開幕。
2018年起陸續由高雄晶禧酒店、高雄鴻騰酒店承租經營，2023年3月高雄鴻騰酒店停止營業後，現在該棟建築重新招租中。